# 小行星19915
小行星19915（19915 Bochkarev）是一颗绕太阳运转的小行星，为主小行星带小行星。该小行星于1974年9月14日发现。

## 轨道参数
小行星19915的轨道半长轴为2.3554128 UA，离心率为0.242。